# Perungudi

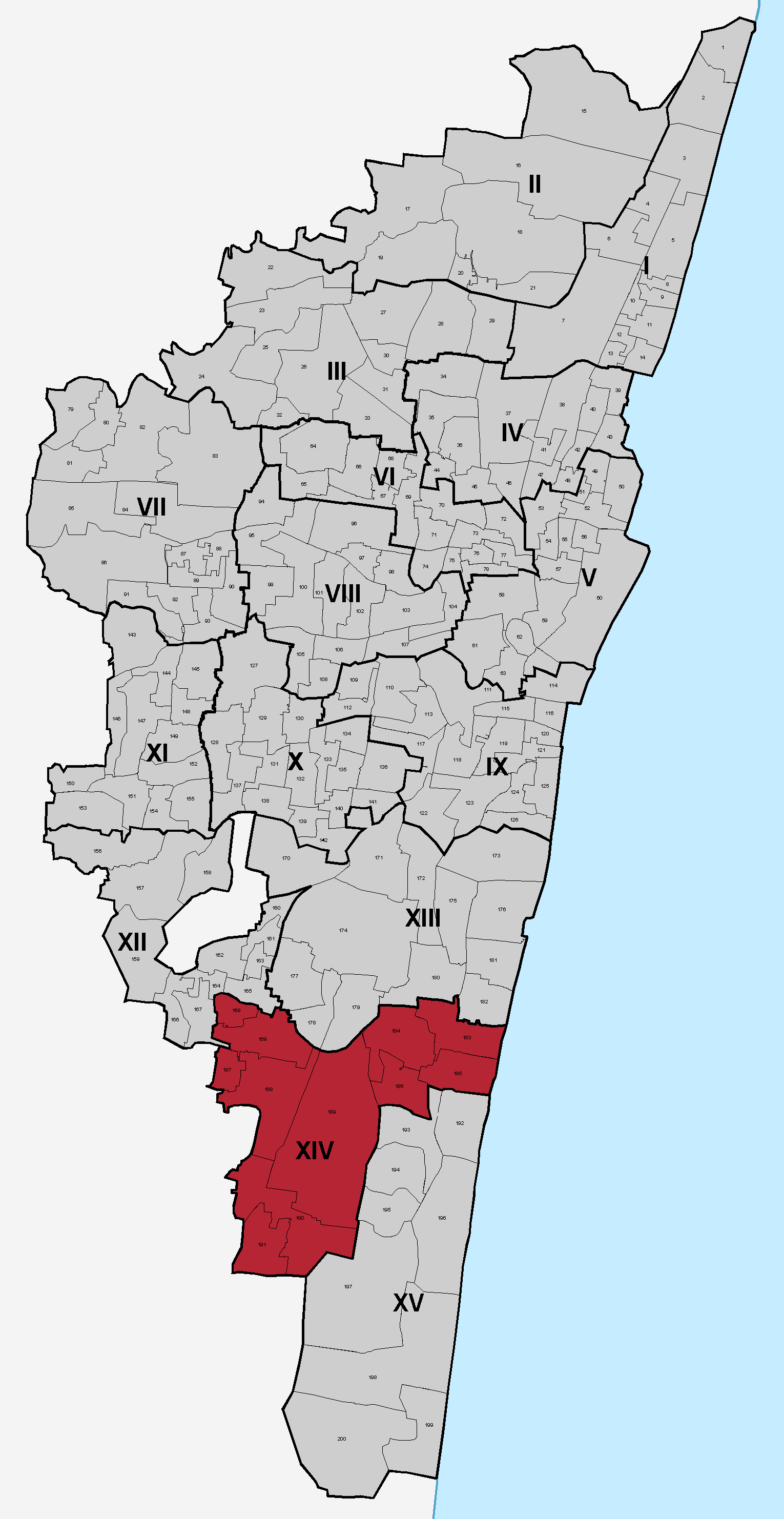
Lage der Zone Perungudi in Chennai

Perungudi (Tamil: பெருங்குடி Peruṅkuṭi [ˈpeɾɯŋɡuɖi]) ist ein Stadtteil von Chennai (Madras), der Hauptstadt des indischen Bundesstaats Tamil Nadu. Perungudi bildet eine von 15 Zonen (zones) Chennais und umfasst elf Stadtviertel (wards).

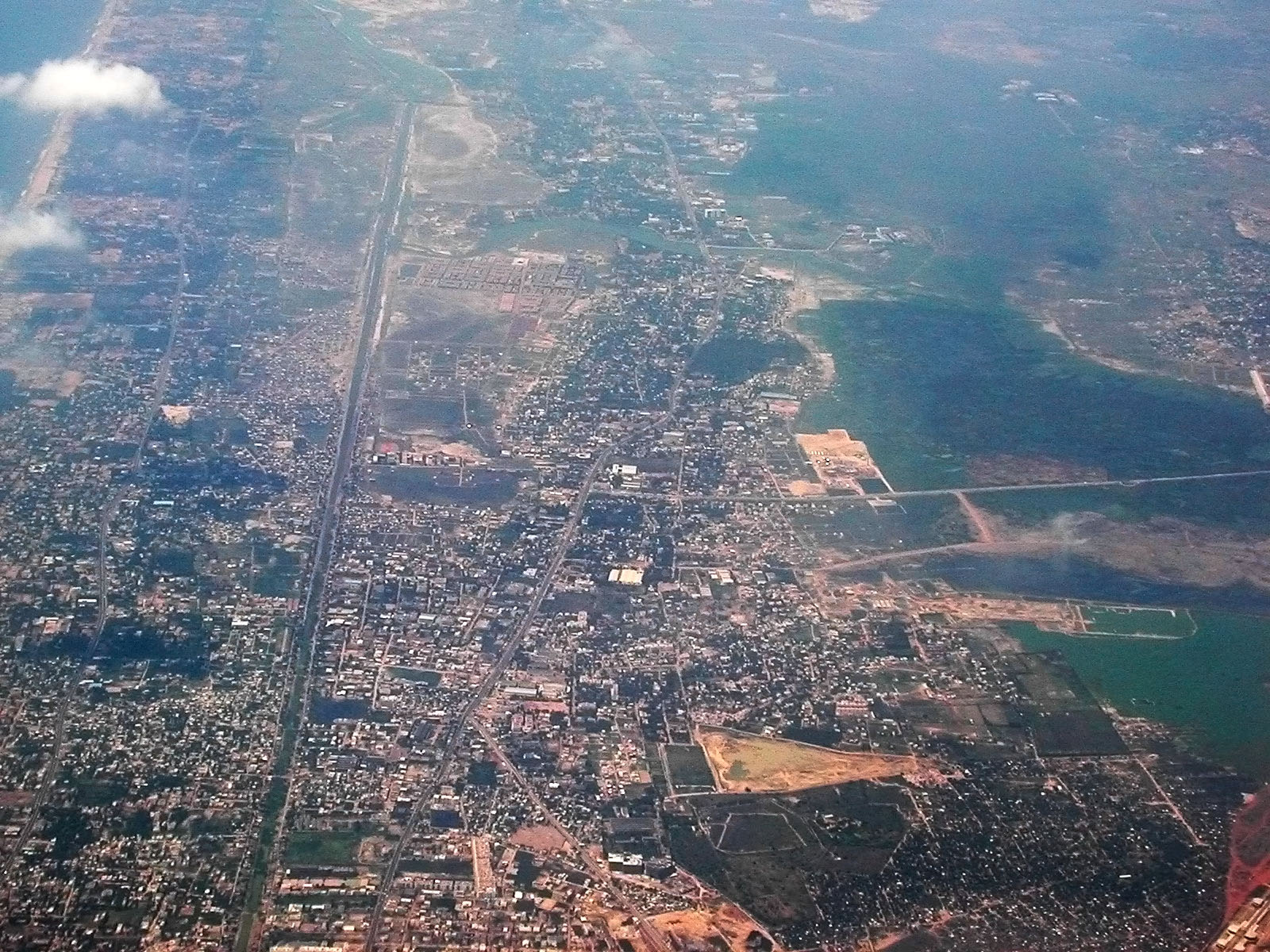
Luftbild von Perungudi, blick nach Süden. Links die Küste, rechts das Sumpfgebiet von Pallikaranai

Perungudi liegt im Süden Chennais rund 15 Kilometer vom Stadtzentrum entfernt nahe der Küste des Golfs von Bengalen. Durch Sholinganallur verlaufen die East Coast Road, die von Chennai an der Küste entlang nach Süden führt, und die parallel verlaufende Rajiv Gandhi Salai (Old Mahabalipuram Road). Entlang der Rajiv Gandhi Road erstreckt sich der sogenannte „IT-Korridor“, an dem sich zahlreiche Informationstechnik-Unternehmen angesiedelt haben. Durch die Hochbahn Chennai Mass Rapid Transit System ist Perungudi mit dem Zentrum Chennais verbunden. Außer dem eigentlichen Stadtteil Perungudi gehören zur Zone Perungudi eine Reihe benachbarter Stadtteile. Durch die Expansion Chennais ist der größte Teil des Gebiets urbanisiert. Die Zone Perungudi beherbergt mit dem Sumpf von Pallikaranai aber auch noch Reste eines einst ausgedehnten Feuchtgebiets, wenn auch von den einst 5000 Hektar nur noch etwa ein Zehntel übrig ist.
Bis 2011 war Perungudi eine nach dem Panchayat-System verwaltete Stadtgemeinde (town panchayat) im Distrikt Kanchipuram mit 12.505 Einwohnern (Volkszählung 2001). Der Ort war aber längst mit Chennai zusammengewachsen und zu einem Teil der Agglomeration Chennai geworden. Durch die Stadterweiterung Chennais wurde Perungudi auch administrativ in Chennai eingegliedert. Aus der ehemaligen Stadtgemeinde Perungudi und den ebenfalls eingemeindeten Städten Pallikaranai und Ullagaram-Puzhitivakkam sowie den Dörfern Kottivakkam, Palavakkam, Jalladiampet und Madipakkam wurde die neue Zone Perungudi gebildet.